# Luis Eduardo Vives
Luis Eduardo Vives Lacouture (Santa Marta, 10 de diciembre de 1957) es un político e Ingeniero civil colombiano miembro del Partido Convergencia Ciudadana que fue elegido por elección popular para integrar el Senado de Colombia. En 2008 fue condenado a siete años de prisión por el proceso de la Parapolítica. En un inicio se le dio casa por cárcel alegando ser padre cabeza de familia pero ese fue revocado al no demostrar la situación de cabeza de hogar.

## Carrera profesional
Vives Lacouture fue concejal de Santa Marta entre 1986 y 1988, posteriormente fue diputado del Magdalena entre 1988 y 1992. Además fue gerente de Dicivil.

## Congresista de Colombia
En las elecciones legislativas de Colombia de 1998, Vives Lacouture fue elegido senador de la república de Colombia con un total de 41.735 votos. Posteriormente en las elecciones legislativas de Colombia de 2002 y 2006, Vives Lacouture fue reelecto como senador con un total de 53.759 votos y 54.609 votos respectivamente.

### Iniciativas
El legado legislativo de Luis Eduardo Vives Lacouture se identificó por su participación en las siguientes iniciativas desde el congreso:

- Reglamentar el régimen de inhabilidades, para aspirantes a cargos de elección popular (Archivado).[4]
- Ampliar el período de los Magistrados de la Corte Constitucional, Corte Suprema de Justicia, Consejo de Estado y Consejo Superior de la Judicatura de ocho a doce años (Aprobado).[5]

## Carrera política
Su trayectoria política se ha identificado por:

### Partidos políticos
A lo largo de su carrera ha representado los siguientes partidos:
| Partido político                     | Fecha Inicio       | Fecha Fin            |
| Partido Convergencia Ciudadana       | 1 de enero de 2006 | 0 de enero de 1900   |
| Colombia Viva                        | 1 de julio de 2004 | 15 de agosto de 2005 |
| Movimiento Integración Popular Mipol | 1 de enero de 2002 | 1 de julio de 2004   |
| Partido Liberal                      | 1 de enero de 1998 | 1 de enero de 2002   |

### Cargos públicos
Entre los cargos públicos ocupados por Luis Eduardo Vives Lacouture, se identifican:
| Cargo público               | Partido político                     | Fecha Inicio        | Fecha Fin           |
| Senador de la República     | Partido Convergencia Ciudadana       | 20 de julio de 2006 | 19 de julio de 2010 |
| Senador de la República     | Movimiento Integración Popular Mipol | 20 de julio de 2002 | 19 de julio de 2006 |
| Senador de la República     | Partido Liberal                      | 20 de julio de 1998 | 19 de julio de 2002 |
| Diputado Asamblea Magdalena |                                      | 1 de junio de 1988  | 31 de mayo de 1992  |